# Kohei Mihara
Kohei Mihara (三原 向平 Mihara Kohei?, nacido el 8 de diciembre de 1989 en Kagawa) es un futbolista japonés que se desempeña como defensa.

## Trayectoria

### Clubes
| Club            | País  | Año         |
| --------------- | ----- | ----------- |
| Shonan Bellmare | Japón | 2012        |
| Ehime FC        | Japón | 2013 - 2017 |

## Estadística de carrera

### J. League
| Club            | Año   | J. League | J. League | Copa J. League | Copa J. League | Total | Total |
| Club            | Año   | Part.     | Goles     | Part.          | Goles          | Part. | Goles |
| --------------- | ----- | --------- | --------- | -------------- | -------------- | ----- | ----- |
| Shonan Bellmare | 2012  | 6         | 0         | -              | -              | 6     | 0     |
| Ehime FC        | 2013  | 38        | 1         | -              | -              | 38    | 1     |
| Ehime FC        | 2014  | 24        | 1         | -              | -              | 24    | 1     |
| Ehime FC        | 2015  | 29        | 3         | -              | -              | 29    | 3     |
| Ehime FC        | 2016  | 9         | 0         | -              | -              | 9     | 0     |
| Ehime FC        | 2017  | 9         | 1         | -              | -              | 9     | 1     |
| Total           | Total | 115       | 6         | 0              | 0              | 115   | 6     |